# Histoires courtes de Johan et Pirlouit
Pour un article plus général, voir Johan et Pirlouit.
Cette page présente la liste des histoires courtes de Johan et Pirlouit parues dans divers magazines pour la jeunesse, notamment Spirou ou Risque-Tout.

## Le Dragon vert
6e histoire de la série Johan et Pirlouit de Peyo (4 pages). Elle est publiée pour la première fois dans le journal Risque-Tout no 2 (1955).

### Résumé
Un féroce dragon terrorise une petite ville en dérobant tous les objets de valeur.

### Publication
Cette histoire est sortie dans le journal Risque-tout, et dans l'intégrale Johan et Pirlouit no 2.

## Enguerran le Preux
7e histoire de la série Johan et Pirlouit de Peyo (4 pages). Elle est publiée pour la première fois dans le journal Risque-Tout no 9 (1956) puis dans Le lutin du bois aux roches.

### Résumé
Enguerran passe son temps à vanter ses exploits. Johan et Pirlouit, trouvant ses récits un peu trop abracadabrants, décident, avec l'aide des habitants du village, de le mettre à l'épreuve.

### Publication
Cette histoire courte est sortie dans le no 9 du journal Risque-tout, puis dans Le lutin du bois aux roches, et enfin dans l'intégrale Johan et Pirlouit no 2.

## Sortilèges au Château
8e histoire de la série Johan et Pirlouit de Peyo (4 pages). Elle est publiée pour la première fois dans le journal Risque-Tout no 22 (1956).

### Résumé
En revenant au château, Johan et Pirlouit découvrent que tous les habitants ont été drogués.

### Publication
Parue dans le Journal de Risque-tout no 22 puis dans Le lutin du bois aux roches, et enfin dans Johan et Pirlouit intégrale no 2.

## À l'Auberge du Pendu
9e histoire de la série Johan et Pirlouit de Peyo (4 pages). Elle est publiée pour la première fois dans le journal Risque-Tout no 25 (1956).

### Résumé
Johan et Pirlouit s'arrêtent un soir dans une auberge, repaire d'une bande de brigands.

### Publication
Parue dans le Journal de Risque-tout no 25 puis dans Le lutin du bois aux roches, et enfin dans Johan et Pirlouit intégrale no 2.

## Veillée de Noël
11e histoire de la série Johan et Pirlouit de Peyo (2 pages). Elle est publiée pour la première  fois dans le journal Spirou no 975 (1956).

### Résumé
C'est la nuit de Noël, la messe va bientôt commencer mais Pirlouit n'a qu'une idée en tête : dérober des victuailles au cuisinier pour ripailler au lieu de prier... Il finit par y réussir, mais voyant un pauvre hère forcé de ramasser du bois dans le froid, il renonce alors à sa poularde pour la lui offrir. Dès lors, que faire sinon aller à la messe ?

### Publication
Parue dans Les Meilleurs Récits du Journal de Spirou no 1 (1978), et dans Johan et Pirlouit intégrale no 2.

## Les Mille écus
13e histoire de la série Johan et Pirlouit de Peyo (3 pages). Elle est publiée pour la première fois dans le journal Spirou no 1000 (1957).

### Résumé
Le roi et Johan éprouvent des difficultés à supporter plus longtemps la musique de Pirlouit. Ils décident de lui faire suivre la piste d'un trésor imaginaire pendant quelque temps.

### Publication
Parue dans le Lutin du bois aux roches, no 3 de la série Johan et Pirlouit, puis dans l'Intégrale Johan et Pirlouit no 3.

## Les Anges
15e histoire de la série Johan et Pirlouit de Peyo (2 pages). Elle est publiée pour la première fois dans le journal Spirou no 1027 (1957).

### Résumé
La veille de Noël, Johan et Pirlouit rentrent au château du roi, mais sont surpris par une tempête de neige qui les force à s'abriter dans la maison d'une famille pauvre. Une des fillettes leur explique que leurs parents sont allés au village pour chercher du travail, leur assurant que les anges allaient veiller sur eux. Johan et Pirlouit s'éclipsent et ramènent du bois, des provisions et des vêtements neufs aux enfants, puis les aident à préparer le repas. À leur retour, les parents très étonnés de voir le souper prêt et une bourse d'écus sur la table, sont persuadés qu'il s'agit d'un miracle. Au moment où la fillette veut remercier Johan et Pirlouit, ceux-ci ont déjà repris discrètement leur chemin.

### Publication
Parue dans Johan et Pirlouit intégrale no 3.

## L'Étoile de Noël
21e histoire de la série Johan et Pirlouit de Peyo (3 pages). Elle est publiée pour la première fois dans le journal Spirou no 2071 (1977).

### Résumé
C'est la nuit de Noël, Pirlouit contemple le ciel. Soudain, une étoile descend l'avertir qu'un homme est en péril non loin du château. Surpris, Pirlouit se met en route, mais sa chèvre prend peur lorsque, devant lui, se dresse un homme vêtu de rouge – à l'évidence le Diable. Ce dernier tente de retarder Pirlouit avec une tempête, un festin, un trésor, enfin par la menace. Pirlouit têtu, tient bon et finit par rosser le Diable. Il trouve enfin l'homme qu'il doit sauver : ce dernier, pauvre paysan, a résolu d'attaquer le bailli pour le détrousser. Face à Pirlouit, il avoue sa détresse et son remords. C'est bien sûr le Diable qui voulait ainsi prendre son âme.
De retour chez le paysan, sa femme lui apprend qu'ils ont reçu un don qui leur permettra de fêter Noël et de passer l'hiver. Pirlouit s'éclipse. L'étoile reparaît alors et le ramène au château à temps pour la messe.
Depuis lors, chaque soir, Pirlouit salue son étoile.

### Publication
Parue dans Les Meilleurs Récits du Journal de Spirou, no 1 (1978), pp. 45-47, et dans Johan et Pirlouit intégrale no 4.